# Anthophora pruinosa
Anthophora pruinosa är en biart som beskrevs av Smith 1854. Anthophora pruinosa ingår i släktet pälsbin, och familjen långtungebin. Inga underarter finns listade i Catalogue of Life.